# Puchar Włoch w piłce nożnej (2020/2021)
Puchar Włoch w piłce nożnej w sezonie 2020/2021 był 74. edycją rozgrywek o Puchar Włoch. Pierwsze mecze rozegrano 22 sierpnia 2020 roku, natomiast finał miał miejsce 19 maja 2021 roku na Mapei Stadium.
Tytułu broniło Napoli, które odpadło w półfinale rozgrywek. Nowym zdobywcą pucharu został Juventus, dla którego był to 14. tytuł.

## Uczestnicy
W rozgrywkach Pucharu Włoch w sezonie 2020/2021 brało udział 78 drużyn z 4 najwyższych szczebli rozgrywkowych:
| Serie A | Serie B | Serie C                                                                                               | Serie C                                                                                              | Serie C | Serie D |
| Serie A | Serie B | grupa A                                                                                               | grupa B                                                                                              | grupa C | Serie D |
| --- | --- | --- | --- | --- | --- |
| - Juventus - Inter Mediolan - Atalanta - Lazio - Roma - Milan - Napoli - Sassuolo - Hellas Verona - Fiorentina - Parma - Bologna - Udinese - Cagliari - Sampdoria - Torino - Geona - Benevento - Crotone - Spezia | - Brescia - SPAL - Monza - Vicenza - Reggina - Reggiana - Cremonese - Virtus Entella - Ascoli - Cosenza - Pisa - Pescara - Salernitana - Venezia - Lecce - Empoli - Frosinone - Citadella - Chievo Verona - Pordenone | - Carrarese - Renate - Pontedera - Alessandria - Novara - AlbinoLeffe - Arezzo - Pro Patria - Livorno | - Padova - Feralpisalò - Modena - Piacenza - Triestina - Südtirol - Carpi - Sambenedettese - Perugia | - Bari - Virtus Francavilla - Teramo - Catanzaro - Catania - Ternana - Potenza - Monopoli - Avellino - Trapani - Juve Stabia | - Tritium - Ambrosiana - Breno - San Nicolò Notaresco - Pineto - Trastevere - Latte Dolce - Casarano - Gelbison |

## I runda
Mecze I rundy odbyły się 22 i 23 września 2020 roku. Od tej fazy rozgrywki rozpoczęło 27 drużyn z Serie C z poprzedniego sezonu oraz wszystkie drużyny z Serie D.
| 22 września 2020 | Südtirol              | 2:1   | Latte Dolce   |                                                             |
| 14:30            | Rover 27' · Polák 34' | (2:0) | 90+2' Bianchi | Stadio Lino Turina, Salò Widzów: 0 Sędzia: Giacomo Camplone |

| 22 września 2020 | Ternana       | 1:2   | AlbinoLeffe                |                                                                    |
| 20:30            | Partipilo 50' | (0:2) | 40' Cori · 44' Canestrelli | Stadio Libero Liberati, Terni Widzów: 0 Sędzia: Francesco Fourneau |

| 23 września 2020 | Piacenza     | 1:2   | Teramo                    |                                                                      |
| 15:30            | Bruzzone 21' | (1:2) | 5' Santoro · 23' Pinzauti | Stadion Leonardo Garilli, Piacenza Widzów: 0 Sędzia: Antonio Rapuano |

| 23 września 2020 | Carpi          | 1:3 (pd.)  | Casarano                          |                                                                    |
| 16:00            | Giovannini 73' | (0:1, 1:1) | 7', 103' Rodríguez · 100' Sansone | Stadio Sandro Cabassi, Carpi Widzów: 0 Sędzia: Alessandro Prontera |

| 23 września 2020 | Alessandria                          | 3:2   | Sambenedettese                  |                                                                            |
| 16:30            | Eusepi 14', 17' · Arrighini 90' (k.) | (2:1) | 22' Nocciolini · 90+4' Panaioli | Stadio Giuseppe Moccagatta, Alessandria Widzów: 0 Sędzia: Lorenzo Maggioni |

| 23 września 2020 | Novara                                | 3:1   | Gelbison     |                                                            |
| 16:30            | Schiavi 21', 38' (k.) · Buzzegoli 47' | (2:1) | 7' Coulibaly | Stadio Silvio Piola, Novara Widzów: 0 Sędzia: Simone Sozza |

| 23 września 2020 | Pontedera | 1:2   | Arezzo                     |                                                                     |
| 17:00            | Piana 67' | (0:0) | 52' Belloni · 90+4' Cutolo | Stadio Ettore Mannucci, Pontedera Widzów: 0 Sędzia: Daniele Paterna |

| 23 września 2020 | Livorno      | 1:2   | Pro Patria                  |                                                                       |
| 17:00            | Gonnelli 82' | (0:1) | 16' Parker · 48' Latte Lath | Stadio Armando Picchi, Livorno Widzów: 0 Sędzia: Francesco Meraviglia |

| 23 września 2020 | Catanzaro                     | 2:1   | Virtus Francavilla |                                                                   |
| 17:00            | Casoli 35' · Carlini 43' (k.) | (2:1) | 31' Franco         | Stadio Nicola Ceravolo, Catanzaro Widzów: 0 Sędzia: Nicolò Marini |

| 23 września 2020 | Carrarese                                            | 4:0   | Ambrosiana |                                                          |
| 17:00            | Infantino 2' · Schirò 7' · Rota 10' · Caccavallo 85' | (3:0) |            | Stadio dei Marmi, Carrara Widzów: 0 Sędzia: Manuel Volpi |

| 23 września 2020 | Bari                                                     | 4:0   | Trastevere |                                                        |
| 17:30            | D'Ursi 15' · Marras 23' · Antenucci 36' · Candellone 90' | (3:0) |            | Stadio San Nicola, Bari Widzów: 0 Sędzia: Luca Massimi |

| 23 września 2020 | Renate                       | 2:1   | Avellino   |                                                              |
| 18:00            | Giovinco 10' · Galuppini 74' | (1:0) | 85' Burgio | Stadio Città di Meda, Meda Widzów: 0 Sędzia: Matteo Gariglio |

| 23 września 2020 | Juve Stabia                    | 2:1   | Tritium       |                                                                                |
| 18:00            | Aldè 44' (sam.) · Mastalli 87' | (1:0) | 81' Marzeglia | Stadio Romeo Menti, Castellammare di Stabia Widzów: 0 Sędzia: Matteo Marchetti |

| 23 września 2020 | Feralpisalò    | 1:0   | Pineto |                                                           |
| 18:30            | Ceccarelli 36' | (1:0) |        | Stadio Lino Turina, Salò Widzów: 0 Sędzia: Daniel Amabile |

| 23 września 2020 | Potenza | 0:2   | Triestina                     |                                                                   |
| 18:30            |         | (0:2) | 19' Maracchi · 28' Di Massimo | Stadio Alfredo Viviani, Potenza Widzów: 0 Sędzia: Lorenzo Illuzzi |

| 23 września 2020 | Padova                    | 2:0   | Breno |                                                          |
| 19:00            | Santini 13' · Ronaldo 74' | (1:0) |       | Stadio Euganeo, Padwa Widzów: 0 Sędzia: Federico Dionisi |

| 23 września 2020 | Monopoli     | 1:0   | Modena |                                                                        |
| 20:00            | Paolucci 78' | (0:0) |        | Stadio Vito Simone Veneziani, Monopoli Widzów: 0 Sędzia: Ivano Pezzuto |

| 23 września 2020 | Catania    | 1:2 (pd.)  | San Nicolò Notaresco          |                                                                    |
| 20:45            | Biondi 26' | (1:0, 1:1) | 55' Speranza · 99' dos Santos | Stadio Angelo Massimino, Katania Widzów: 0 Sędzia: Alberto Santoro |

## II runda
Mecze II rundy zostały rozegrane w dniach 29-30 września 2020 roku. Od tej fazy swój udział w rozgrywkach rozpoczęły wszystkie drużyny z Serie B z poprzedniego sezonu oraz 2 drużyny z Serie C.
| 29 września 2020 | Monza                                    | 3:0   | Triestina |                                                            |
| 20:45            | Barillà 23' · Mota 77' · Machín 90' (k.) | (1:0) |           | Stadio Brianteo, Monza Widzów: 439 Sędzia: Davide Moriconi |

| 30 września 2020 | Reggina       | 1:0   | Teramo |                                                                              |
| 14:00            | Di Chiara 32' | (1:0) |        | Stadio Oreste Granillo, Reggio di Calabria Widzów: 0 Sędzia: Alberto Santoro |

| 30 września 2020 | Cremonese                                            | 4:0   | Arezzo |                                                                      |
| 15:00            | Ceravolo 61' · Fiordaliso 81' · Gaetano 90+1', 90+3' | (0:0) |        | Stadio Giovanni Zini, Cremona Widzów: 0 Sędzia: Gianluca Manganiello |

| 30 września 2020 | Cosenza                           | 0:0 (pd.)               | Alessandria                                      |                                                                       |
| 15:00            |                                   | (0:0, 0:0, 0:0, k. 3:1) |                                                  | Stadio San Vito-Gigi Marulla, Cosenza Widzów: 0 Sędzia: Ivano Pezzuto |
| 15:00            | · Carretta · Idda · Lhassine Kone | Rzuty karne             | · Di Quinzio · Casarini · Arrighini · Castellano | Stadio San Vito-Gigi Marulla, Cosenza Widzów: 0 Sędzia: Ivano Pezzuto |

| 30 września 2020 | Frosinone     | 1:3   | Padova                            |                                                                    |
| 15:00            | Tabanelli 20' | (1:3) | 21', 44' Della Latta · 34' Soleri | Stadio Benito Stirpe, Frosinone Widzów: 0 Sędzia: Giacomo Camplone |

| 30 września 2020 | Pisa                 | 2:0   | Juve Stabia |                                                      |
| 15:00            | Sibilli 7', 50' (k.) | (1:0) |             | Cetilar Arena, Piza Widzów: 0 Sędzia: Valerio Marini |

| 30 września 2020 | Cittadella                                 | 3:1   | Novara     |                                                                                |
| 15:00            | Iori 16' (k.) · Rosafio 74' · Ogunseye 79' | (1:0) | 76' Panico | Stadio Piercesare Tombolato, Cittadella Widzów: 182 Sędzia: Eugenio Abbattista |

| 30 września 2020 | Pescara | 1:1 (pd.)               | San Nicolò Notaresco                                                                                     |                                                                |
| 15:30            | Riccardi 25'                                                                                                | (1:1, 1:1, 1:1, k. 8:7) | 34' Banegas                                                                                              | Stadio Adriatico, Pescara Widzów: 0 Sędzia: Antonio Di Martino |
| 15:30            | · Maistro · Memushaj · Capone · Céter · Galano · Bellanova · Ventola · Oméonga · Jaroszyński · Scognamiglio | Rzuty karne             | · Frulla · Cesario · Cancelli · Bianciardi · Banegas · Colombatti · Lattarulo · Blando · Gallo · Sorrini | Stadio Adriatico, Pescara Widzów: 0 Sędzia: Antonio Di Martino |

| 30 września 2020 | Virtus Entella                 | 2:1   | AlbinoLeffe |                                                                      |
| 16:00            | Koutsoupias 29' · Petrović 38' | (2:0) | 90+1' Gușu  | Stadio Enrico Sannazzari, Chiavari Widzów: 0 Sędzia: Matteo Gariglio |

| 30 września 2020 | Ascoli       | 1:4   | Perugia                                           |                                                                            |
| 17:00            | Ghazoini 89' | (0:3) | 12' Rosi · 24' Murano · 41' Dragomir · 46' Lunghi | Stadio Cino e Lillo Del Duca, Ascoli Piceno Widzów: 0 Sędzia: Luca Massimi |

| 30 września 2020 | Vicenza                                                    | 3:2 (pd.)  | Pro Patria                   |                                                                  |
| 17:00            | Giacomelli 45+1' (k.) · Marotta 93' (k.) · Vandeputte 108' | (1:1, 2:2) | 32' Parker · 114' Latte Lath | Stadio Romeo Menti, Vicenza Widzów: 235 Sędzia: Giovanni Ayroldi |

| 30 września 2020 | Empoli          | 2:1   | Renate        |                                                                    |
| 17:00            | Merola 17', 79' | (1:0) | 90' Galuppini | Stadio Carlo Castellani, Empoli Widzów: 0 Sędzia: Matteo Marchetti |

| 30 września 2020 | Pordenone                                 | 3:0   | Casarano |                                                                          |
| 18:00            | Rossetti 20' · Butić 35' (k.) · Secli 76' | (2:0) |          | Stadio Guido Teghil, Lignano Sabbiadoro Widzów: 0 Sędzia: Daniel Amabile |

| 30 września 2020 | Reggiana | 0:3 (wo.) | Monopoli |                                                                       |
| 18:00            |          |           |          | Mapei Stadium, Reggio nell’Emilia Widzów: 186 Sędzia: Antonio Rapuano |

| 30 września 2020 | Salernitana                              | 3:0   | Südtirol |                                                          |
| 18:00            | Tutino 54' · Cicerelli 61' · Capezzi 89' | (0:0) |          | Stadio Arechi, Salerno Widzów: 0 Sędzia: Daniele Paterna |

| 30 września 2020 | Lecce                        | 2:0   | Feralpisalò |                                                             |
| 18:00            | Henderson 68' · Dubickas 87' | (0:0) |             | Stadio Via del Mare, Lecce Widzów: 0 Sędzia: Ivan Robilotta |

| 30 września 2020 | Chievo Verona                                                               | 1:1 (pd.)               | Catanzaro                                                                   |                                                                                |
| 18:00            | De Luca 43'                                                                 | (1:0, 1:1, 1:1, k. 6:7) | 60' Martinelli                                                              | Stadio Marcantonio Bentegodi, Werona Widzów: 1000 Sędzia: Francesco Meraviglia |
| 18:00            | · Palmiero · De Luca · Morsay · Grubač · Mogoș · Rigione · Zuelli · Illanes | Rzuty karne             | · Carlini · Curiale · Bayeye · Martinelli · Pinna · Garufo · Casoli · Verna | Stadio Marcantonio Bentegodi, Werona Widzów: 1000 Sędzia: Francesco Meraviglia |

| 30 września 2020 | Venezia          | 2:0   | Carrarese |                                                                 |
| 18:00            | Johnsen 65', 90' | (0:0) |           | Stadio Pier Luigi Penzo, Wenecja Widzów: 0 Sędzia: Riccardo Ros |

| 30 września 2020 | Brescia | 3:0 (wo.) | Trapani |                                 |
| 20:00            |         |           |         | Stadio Mario Rigamonti, Brescia |

| 30 września 2020 | SPAL                                                                       | 0:0 (pd.)               | Bari                                        |                                                            |
| 21:00            |                                                                            | (0:0, 0:0, 0:0, k. 4:2) |                                             | Stadio Paolo Mazza, Ferrara Widzów: 0 Sędzia: Simone Sozza |
| 21:00            | · Salvatore Esposito · Janković · Floccari · Sebastiano Esposito · Tomović | Rzuty karne             | · Antenucci · Marras · Candellone · Minelli | Stadio Paolo Mazza, Ferrara Widzów: 0 Sędzia: Simone Sozza |

## III runda
Mecze III rundy odbyły się w dniach 27-28 października 2020 roku. Od tej fazy rozgrywki zaczęły drużyny z Serie A z miejsc 9-20 w poprzednim sezonie.
| 27 października 2020 | Sampdoria     | 1:0   | Salernitana |                                                                    |
| 14:00                | La Gumina 54' | (0:0) |             | Stadio Luigi Ferraris, Genua Widzów: 0 Sędzia: Alessandro Prontera |

| 27 października 2020 | Virtus Entella                                  | 3:1   | Pisa        |                                                                   |
| 15:00                | Mancosu 36' (k.) · Brunori 70' · Cardoselli 80' | (1:0) | 51' Palombi | Stadio Enrico Sannazzari, Chiavari Widzów: 0 Sędzia: Luca Massimi |

| 27 października 2020 | Bologna                    | 2:0   | Reggina |                                                                        |
| 15:00                | Vignato 70' · Orsolini 73' | (0:0) |         | Stadio Renato Dall’Ara, Bolonia Widzów: 0 Sędzia: Gianluca Manganiello |

| 27 października 2020 | Pordenone                       | 0:0 (pd.)               | Monza                                      |                                                                          |
| 18:00                |                                 | (0:0, 0:0, 0:0, k. 1:4) |                                            | Stadio Guido Teghil, Lignano Sabbiadoro Widzów: 0 Sędzia: Daniel Amabile |
| 18:00                | · Stefani · Camporese · Scavone | Rzuty karne             | · D'Errico · Frattesi · Bellusci · Barillà | Stadio Guido Teghil, Lignano Sabbiadoro Widzów: 0 Sędzia: Daniel Amabile |

| 28 października 2020 | Torino                             | 3:1 (pd.)  | Lecce         |                                                                    |
| 14:00                | Lyanco 39' · Verdi 109' (k.), 112' | (1:1, 1:1) | 22' Stępiński | Stadio Olimpico di Torino, Turyn Widzów: 0 Sędzia: Marco Piccinini |

| 28 października 2020 | Cagliari   | 1:0   | Cremonese |                                                       |
| 14:30                | Faragò 69' | (0:0) |           | Unipol Domus, Cagliari Widzów: 0 Sędzia: Antonio Giua |

| 28 października 2020 | Cittadella | 0:2   | Spezia                           |                                                                       |
| 15:00                |            | (0:0) | 49' Verde · 63' (sam.) Benedetti | Stadio Piercesare Tombolato, Cittadella Widzów: 0 Sędzia: Marco Serra |

| 28 października 2020 | Cosenza                          | 2:1   | Monopoli        |                                                                       |
| 15:00                | Petrucci 15' · Lhassine Kone 84' | (1:0) | 70' (sam.) Idda | Stadio San Vito-Gigi Marulla, Cosenza Widzów: 0 Sędzia: Maria Marotta |

| 28 października 2020 | Brescia                                    | 3:0   | Perugia |                                                                  |
| 16:00                | Bisoli 10' · Ayé 26' (k.) · Mangraviti 71' | (2:0) |         | Stadio Mario Rigamonti, Brescia Widzów: 0 Sędzia: Ivan Robilotta |

| 28 października 2020 | Benevento                  | 2:4   | Empoli                               |                                                                |
| 16:00                | Maggio 57' · Moncini 90+2' | (0:0) | 47' Olivieri · 61', 66', 86' Mancuso | Stadio Ciro Vigorito, Benewent Widzów: 0 Sędzia: Ivano Pezzuto |

| 28 października 2020 | Hellas Verona                        | 3:3 (pd.)               | Venezia                                   |                                                                         |
| 17:00                | Ilić 41' · Salcedo 59' · Vieira 110' | (1:0, 2:2, 3:3, k. 3:1) | 84' Johnsen · 87' Capello · 98' Modolo    | Stadio Marcantonio Bentegodi, Werona Widzów: 0 Sędzia: Giacomo Camplone |
| 17:00                | · Lazović · Barák · Colley           | Rzuty karne             | · Modolo · Johnsen · Fiordilino · Capello | Stadio Marcantonio Bentegodi, Werona Widzów: 0 Sędzia: Giacomo Camplone |

| 28 października 2020 | Genoa            | 2:1   | Catanzaro |                                                                 |
| 17:00                | Scamacca 7', 67' | (1:0) | 84' Fazio | Stadio Luigi Ferraris, Genua Widzów: 0 Sędzia: Lorenzo Maggioni |

| 28 października 2020 | Fiorentina                | 2:1   | Padova      |                                                                     |
| 17:00                | Venuti 10' · Callejón 32' | (2:0) | 54' Santini | Stadio Artemio Franchi, Florencja Widzów: 0 Sędzia: Alberto Santoro |

| 28 października 2020 | Crotone                                              | 1:1 (pd.)               | SPAL                                               |                                                               |
| 17:00                | Cigarini 109' (k.)                                   | (0:0, 0:0, 1:1, k. 3:4) | 114' Seck                                          | Stadio Ezio Scida, Crotone Widzów: 0 Sędzia: Matteo Marchetti |
| 17:00                | · Siligardi · Crociata · Molina · Golemić · Cigarini | Rzuty karne             | · Esposito · Missiroli · Sala · Esposito · Ranieri | Stadio Ezio Scida, Crotone Widzów: 0 Sędzia: Matteo Marchetti |

| 28 października 2020 | Udinese                                      | 3:1   | Vicenza  |                                                            |
| 18:00                | Forestieri 21' · Deulofeu 61' · Pussetto 64' | (1:0) | 88' Gori | Bluenergy Stadium, Udine Widzów: 0 Sędzia: Antonio Rapuano |

| 28 października 2020 | Parma                           | 3:1   | Pescara     |                                                            |
| 18:00                | Karamoh 26', 43' · Adorante 69' | (2:0) | 90+3' Nzita | Stadio Ennio Tardini, Parma Widzów: 0 Sędzia: Simone Sozza |

## IV runda
Mecze IV rundy odbyły się w dniach 24-26 listopada 2020 roku.
| 24 listopada 2020 | SPAL                             | 2:0   | Monza |                                                               |
| 14:30             | Paloschi 62' (k.) · Brignola 75' | (0:0) |       | Stadio Paolo Mazza, Ferrara Widzów: 0 Sędzia: Marco Piccinini |

| 25 listopada 2020 | Parma             | 2:1   | Brescia   |                                                                |
| 14:30             | Brunetta 13', 39' | (2:1) | 38' Corsi | Stadio Ennio Tardini, Parma Widzów: 0 Sędzia: Giacomo Camplone |

| 25 listopada 2020 | Empoli | 3:0 (wo.) | Cosenza |  |
| 14:30             |        |           |         |  |

| 25 listopada 2020 | Cagliari                 | 2:1   | Hellas Verona |                                                              |
| 17:30             | Cerri 30' · Sottil 90+3' | (1:0) | 74' Colley    | Unipol Domus, Cagliari Widzów: 0 Sędzia: Alessandro Prontera |

| 25 listopada 2020 | Bologna                     | 2:4 (pd.)  | Spezia                                        |                                                                |
| 17:30             | Barrow 13' · Orsolini 45+1' | (2:1, 2:2) | 5' Piccoli · 64' Farias · 100', 119' Maggiore | Stadio Renato Dall’Ara, Bolonia Widzów: 0 Sędzia: Manuel Volpi |

| 25 listopada 2020 | Udinese | 0:1 (pd.)  | Fiorentina   |                                                        |
| 17:30             |         | (0:0, 0:0) | 112' Montiel | Bluenergy Stadium, Udine Widzów: 0 Sędzia: Marco Serra |

| 26 listopada 2020 | Torino                   | 2:0   | Virtus Entella |                                                                    |
| 14:00             | Zaza 28' · Bonazzoli 30' | (2:0) |                | Stadio Olimpico di Torino, Turyn Widzów: 0 Sędzia: Daniele Paterna |

| 26 listopada 2020 | Sampdoria | 1:3   | Genoa                           |                                                                   |
| 17:00             | Verre 18' | (1:0) | 60', 72' Scamacca · 68' Lerager | Stadio Luigi Ferraris, Genua Widzów: 0 Sędzia: Francesco Fourneau |

## 1/8 finału
Mecze 1/8 finału odbyły się w dniach 12-14, 19 i 21 stycznia 2021 roku. Od tej fazy swój udział w rozgrywkach zaczęły drużyny z 8 najwyższych miejsc w Serie A w poprzednim sezonie.
| 12 stycznia 2021 | Milan                                                  | 0:0 (pd.)               | Torino                                                 |                                                   |
| 20:45            |                                                        | (0:0, 0:0, 0:0, k. 5:4) |                                                        | San Siro, Mediolan Widzów: 0 Sędzia: Paolo Valeri |
| 20:45            | · Kessié · Hernández · Tonali · Romagnoli · Çalhanoğlu | Rzuty karne             | · Belotti · Lukić · Lyanco · Rincón · Milinković-Savić | San Siro, Mediolan Widzów: 0 Sędzia: Paolo Valeri |

| 13 stycznia 2021 | Fiorentina | 1:2 (pd.)  | Inter Mediolan               |                                                                  |
| 15:00            | Kouamé 57' | (0:1, 1:1) | 40' (k.) Vidal · 119' Lukaku | Stadio Artemio Franchi, Florencja Widzów: 0 Sędzia: Davide Massa |

| 13 stycznia 2021 | Napoli                                    | 3:2   | Empoli           |                                                                      |
| 17:45            | Di Lorenzo 18' · Lozano 38' · Petagna 76' | (2:1) | 33', 68' Bajrami | Stadio Diego Armando Maradona, Neapol Widzów: 0 Sędzia: Antonio Giua |

| 13 stycznia 2021 | Juventus                                | 3:2 (pd.)  | Genoa                       |                                                         |
| 20:45            | Kulusevski 2' · Morata 23' · Rafia 105' | (2:1, 2:2) | 28' Czyborra · 74' Melegoni | Allianz Stadium, Turyn Widzów: 0 Sędzia: Daniele Chiffi |

| 14 stycznia 2021 | Sassuolo | 0:2   | SPAL                         |                                                                      |
| 17:30            |          | (0:0) | 49' Missiroli · 58' Dickmann | Mapei Stadium, Reggio nell’Emilia Widzów: 0 Sędzia: Giacomo Camplone |

| 14 stycznia 2021 | Atalanta                                | 3:1   | Cagliari   |                                                            |
| 21:15            | Miranczuk 43' · Muriel 61' · Šutalo 64' | (1:0) | 55' Sottil | Gewiss Stadium, Bergamo Widzów: 0 Sędzia: Federico Dionisi |

| 19 stycznia 2021 | Roma                                  | 2:4 (pd.)  | Spezia                                              |                                                         |
| 21:15            | Pellegrini 43' (k.) · Mychitarian 73' | (1:2, 2:2) | 6' (k.) Gyłybinow · 15', 119' Saponara · 107' Verde | Stadio Olimpico, Rzym Widzów: 0 Sędzia: Davide Ghersini |

| 21 stycznia 2021 | Lazio                           | 2:1   | Parma       |                                                          |
| 21:15            | Parolo 23' · Colombi 90' (sam.) | (1:0) | 83' Mihăilă | Stadio Olimpico, Rzym Widzów: 0 Sędzia: Giovanni Ayroldi |

## 1/4 finału
Mecze ćwierćfinałowe zostały rozegrane w dniach 26-28 stycznia 2021 roku.
| 26 stycznia 2021 | Inter Mediolan                  | 2:1   | Milan           |                                                                 |
| 20:45            | Lukaku 71' (k.) · Eriksen 90+7' | (0:1) | 31' Ibrahimović | Stadio Giuseppe Meazza, Mediolan Widzów: 0 Sędzia: Paolo Valeri |

| 27 stycznia 2021 | Atalanta                                     | 3:2   | Lazio                  |                                                         |
| 17:45            | Djimsiti 7' · Malinowski 37' · Miranczuk 57' | (2:2) | 17' Muriqi · 7' Acerbi | Gewiss Stadium, Bergamo Widzów: 0 Sędzia: Luca Pairetto |

| 27 stycznia 2021 | Juventus                                                       | 4:0   | SPAL |                                                        |
| 20:45            | Morata 16' (k.) · Frabotta 33' · Kulusevski 78' · Chiesa 90+4' | (2:0) |      | Allianz Stadium, Turyn Widzów: 0 Sędzia: Ivano Pezzuto |

| 28 stycznia 2021 | Napoli                                               | 4:2   | Spezia                   |                                                                            |
| 21:00            | Koulibaly 5' · Lozano 20' · Politano 30' · Ełmas 40' | (4:0) | 71' Gyasi · 30' Acampora | Stadio Diego Armando Maradona, Neapol Widzów: 0 Sędzia: Francesco Fourneau |

## 1/2 finału
Mecze półfinałowe zostały rozegrane w dniach 2-3 i 9-10 lutego 2021 roku. Była to jedyna faza pucharu, gdzie rozegrano dwumecze.

### Juventus – Inter Mediolan
| 2 lutego 2021 | Inter Mediolan | 1:2   | Juventus         |                                                                        |
| 20:45         | Martínez 9'    | (1:2) | 26', 35' Ronaldo | Stadio Giuseppe Meazza, Mediolan Widzów: 0 Sędzia: Gianpaolo Calvarese |

| 9 lutego 2021 | Juventus | 0:0   | Inter Mediolan |                                                           |
| 20:45         |          | (0:0) |                | Allianz Stadium, Turyn Widzów: 0 Sędzia: Maurizio Mariani |

### Atalanta – Napoli
| 3 lutego 2021 | Napoli | 0:0   | Atalanta |                                                                        |
| 20:45         |        | (0:0) |          | Stadio Diego Armando Maradona, Neapol Widzów: 0 Sędzia: Michael Fabbri |

| 10 lutego 2021 | Atalanta                      | 3:1   | Napoli     |                                                             |
| 20:45          | Zapata 10' · Pessina 16', 78' | (2:0) | 53' Lozano | Gewiss Stadium, Bergamo Widzów: 0 Sędzia: Federico La Penna |

## Finał
Mecz finałowy odbył się 19 maja 2021 roku na Mapei Stadium. W nim Juventus pokonał Atalantę zdobywając swój 14. tytuł w historii.
| 19 maja 2021 | Atalanta       | 1:2   | Juventus                    |                                                                     |
| 20:45        | Malinowski 41' | (1:1) | 31' Kulusevski · 73' Chiesa | Mapei Stadium, Reggio nell’Emilia Widzów: 4300 Sędzia: Davide Massa |